# استان پنتبدرا
پونتبدرا (Pontevedra) استانی در شمال‌غرب اسپانیا، در جنوب‌غرب بخش خودمختار گالیسیا است. این استان هم‌مرز با استان‌های لاکرونیا، لوگو، اورنس و کشور پرتغال و اقیانوس اطلس است.
مرکز استان شهر پونتبدرا است. ۹۱۹٬۹۳۴ نفر (۲۰۰۲) در پونتبدرا زندگی می‌کنند که از این میان ۸٪ در شهر پونتبدرا ساکن هستند. مساحت استان ۷٬۹۶۵ کیلومتر مربع است و ۶۲ دهستان دارد.